# Ануштубх
Ануштубх (IAST: Anuṣṭubh, санскр. अनुष्टुभ्, IPA: [ɐnʊˈʂʈʊbʱ]) — метрическая единица стихосложения, встречающейся как в ведической, так и в классической санскритской поэзии, но со значительными различиями.
По происхождению строфа ануштубх представляет собой катрен из четырех строк. Каждая строка, называемая pāda (букв. «нога, стопа»), имеет восемь слогов.

## В ведических текстах
Арнольд различает три разновидности ануштубха в ведических текстах: ранняя свободная форма, с очень немногими ограничениями, за исключением общей ямбической (u - ux) тенденции в каденции ( vṛtta ) каждой из четырех пад, например
ā´ yás te sar | pirāsute | – – – – | u – u – |
ágne śám ás | ti dhā´yase ‖ – – – – | u – u – ‖
áiṣu dyumnám | utá śrávah | – – – u | u – u u |
ā´ cittám már | tieṣu dhāh ‖ – – – – | u – u – ‖
Затем наступило мягкое трохаическое развитие в открытии каждой пады; и, наконец, развитие «эпического ануштубха» (в основном в Атхарваведе ), предшествующего классической форме шлоки. Хотя в этих гимнах ямбическая каденция первого стиха по-прежнему является самой частой (25%) из всех разновидностей, она уже почти равна (23%) нормальной и характеристической каденции первого стиха в эпическом ануштубхе (шлока), где ямбическая каденция в первом стихе полностью исчезла.

## В классическом санскрите:шлока

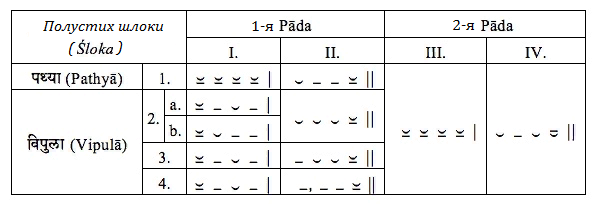

В классическом санскрите ануштубх развился в свою специфическую эпическую форму, известную как шлока, как описано выше, которая может считаться индийским стихом по преимуществу, встречаясь гораздо чаще, чем любой другой размер в классической санскритской поэзии.
К 5 веку н.э. в поэзии Калидасы шлока имела ограниченную форму, показанную в таблице выше. Каждая половина стиха из 16 слогов может принимать либо форму pathyā («нормальная»), либо одну из нескольких форм vipulā («расширенная»). Полустихи pathyā и vipulā расположены в таблице выше в порядке частоты встречаемости. Наиболее распространенной является патья. Из 2579 половинок стихов, взятых у Калидаса, Бхарави, Магхи и Билханы, каждая из четырех допустимых форм шлоки имеет следующую долю: 2289, 116, 89, 85; то есть, 89% из полу-стихов имеют правильную форму pathyā.
В более ранней эпопее, такой как Махабхарата, найдена четвертая випула, а именно:
| x x x –, | – u – x ||
Два правила, которые применяются в каждой шлоке:
1. В обеих падах, в слогах 2–3, uu не допускается.
2. Во второй паде в слогах 2–4 - u - не допускается.

## Список используемой литературы
- Arnold, E. V. Vedic metre in its historical development, Cambridge, University Press, 1905
- Hopkins, E. W. The Great Epic of India, C. Scribner's Sons, New York, 1901
- MacDonald, Anne. "Revisiting the Mūlamadhyamakakārika: Text-Critical Proposals and Problems." Indotetsugaku-Bukkyōgaku-Kenkyū 14 (2007), 25-55
- Macdonell, Arthur A. (1927), A Sanskrit Grammar for Students, (Oxford University Press, 3rd edition, 1927) Appendix II.
- Macdonell, Arthur A. (1916), A Vedic Grammar for Students Appendix II, p. 438. (Oxford University Press, 1916).
- Oldenberg, Hermann. Prolegomena on Metre and Textual History of the R̥gveda: Metrische und Textgeschichtliche Prolegomena, Berlin, 1888. — Motilal Banarsidass Publishe, 2005-01-01. — ISBN 978-81-208-0986-4.
- Steiner, Roland. "Die Lehre der Anuṣṭubh bei den indischen Metrikern." Suhṛllekāḥ, Festgabe für Helmut Eimer. (Indica et Tibetica 28). Eds. Hahn, Michael & Jens-Uwe Hartmann. Swisttal-Odendorf (1996), 227-248.